# تونگوسکا ۵۴۷۱
سیارک ۵۴۷۱ (به انگلیسی: 5471 Tunguska، نامگذاری:1988PK1) پنج هزار و چهارصد و هفتاد و یکمین سیارک کشف شده‌است که در ۱۳ اوت ۱۹۸۸ کشف شد.
قدر مطلق سیارک برابر ۱۲٫۰۰ است.